# Castillo de Blair

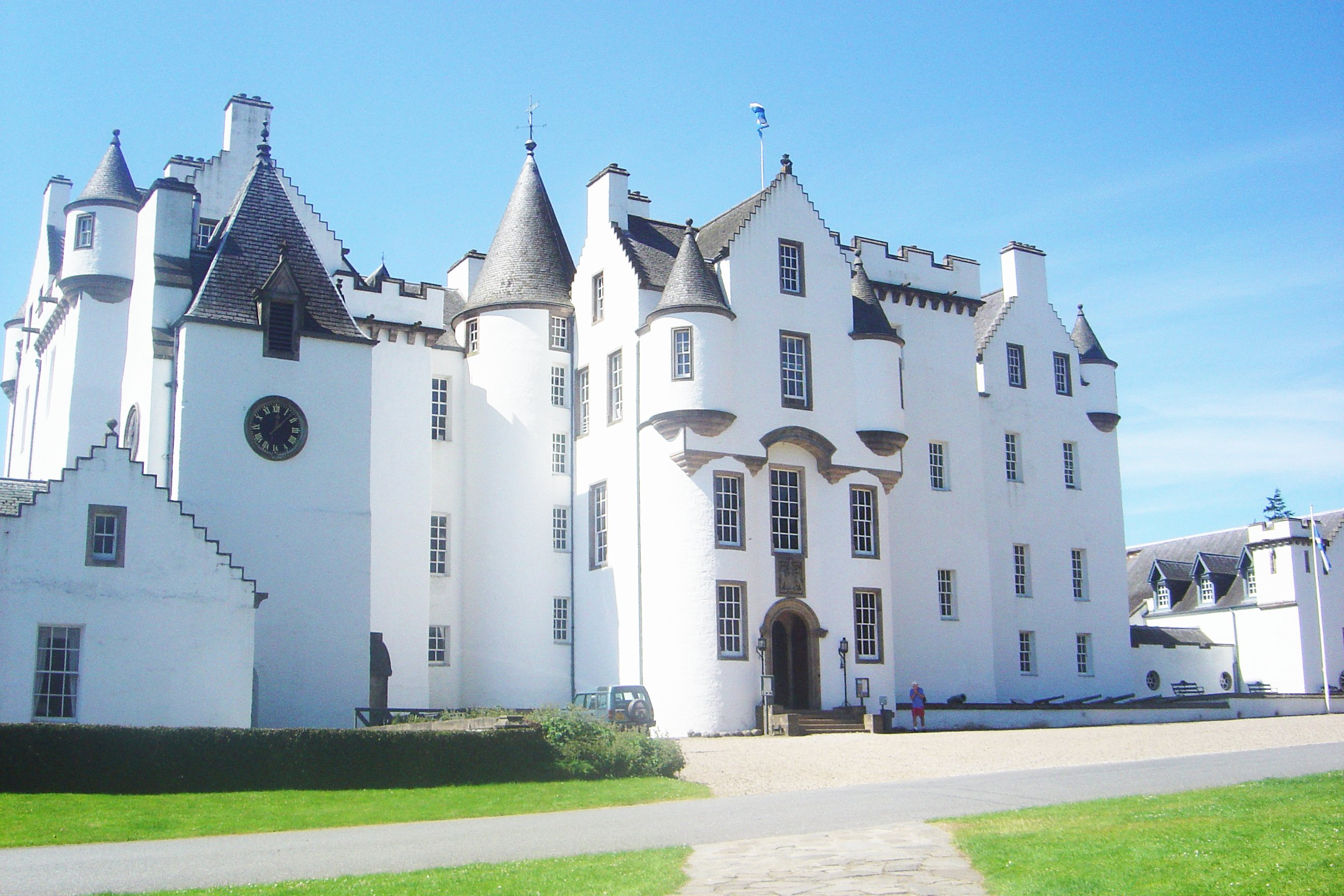
Castillo de Blair.

El Castillo de Blair (en inglés: Blair Castle) se alza cerca del pueblo de Blair Atholl en Perthshire (Escocia, Reino Unido). Es la residencia de la familia Murray, a quien corresponde el título de Duque de Atholl, aunque el actual duque, el duodécimo de l dinastía, John Murray (nacido en 1929), vive en Sudáfrica.

## Historia
Se dice que el castillo comenzó a construirse en 1269 por John I Comyn, Señor de Badenoch (muerto en torno a 1275), que vivía al norte de la residencia de David I Strathbogie, el conde de Atholl, y que comenzó a construir en tierras del conde mientras éste estaba fuera en las cruzadas. A su regreso, el conde de Atholl se quejó del intruso al Alejandro III de Escocia, recuperando así su tierra e incorporando a su propio castillo la torre que John I Comyn había construido para el suyo.
David II Strathbogie, conde de Atholl (fallecido en 1326), perdió los títulos y propiedades después de rebelarse contra el rey Roberto I de Escocia en 1308, y el rey se los concedió a Niall mac Cailein. El condado fue concedido a varias personas a lo largo de los años hasta 1457, cuando Jacobo II de Escocia se lo concedió a su medio hermano John Stewart (1440-1512). John Murray, hijo del segundo conde de Tullibardine, fue nombrado conde de Atholl en 1629 y desde entonces el título ha permanecido en la familia Murray.
Durante las Guerras de los Tres Reinos del siglo XVII, los Murray apoyaron la causa realista, lo que llevó a que el ejército de Oliver Cromwell tomara el castillo de Blair tras su invasión de 1650. El restaurado Carlos II de Inglaterra creó el título de Marqués de Atholl para John Murray. Segundo conde de Atholl (1631-1703). El título de duque de Atholl fue concedido al segundo marqués en 1703.
Cuando John Graham, I vizconde de Dundee lideró la Rebelión jacobita de abril de 1689, Atholl decidió permanecer leal al gobierno (aunque dos de sus hijos se unieron a los jacobitas). El intendente de Atholl, Patrick Stewart de Ballechin, mantuvo el castillo de Blair en el bando del rey Jacobo II de Inglaterra, y Dundee lo visitó en mayo. En julio, Ballechin negó la entrada al hijo y heredero whigg de Atholl, Lord John Murray. Murray sitió el castillo y el general Mackay se acercaba para unirse a él y apoderarse de él para los guillermitas. El vizconde de Dundee relevó el castillo y se libró la crucial batalla de Killiecrankie porque Dundee no quería retirarse y entregar el castillo a Mackay. Dundee y sus oficiales y jefes de clan celebraron un Consejo de Guerra en el castillo en vísperas de la batalla, el 26 de julio. Al día siguiente, los jacobitas ganaron la batalla pero Dundee murió.
Después de la batalla, el castillo de Blair permaneció en manos jacobitas durante algún tiempo. Continuó desempeñando un papel importante: por ejemplo, los jefes jacobitas de las Highlands juraron unirse allí en agosto para continuar el levantamiento.
En la Rebelión jacobita de 1745, el castillo de Blair fue ocupado dos veces por el príncipe Carlos Eduardo Estuardo y su ejército jacobita: a principios de septiembre de 1745, durante varios días, y luego, a principios de febrero de 1746, nuevamente durante varios días. Sin embargo, los jacobitas lo abandonaron imprudentemente y las fuerzas gubernamentales, incluido el clan de las tierras bajas Agnew, lo ocuparon. Mantuvieron el castillo de Blair contra los jacobitas, que sitiaron el castillo durante las últimas etapas del levantamiento. En marzo de 1746 fueron asediados hasta casi morir de hambre hasta que las fuerzas jacobitas se retiraron para luchar contra las fuerzas del gobierno británico en la batalla de Culloden.
En 1844, la reina Victoria del Reino Unido y su consorte, el príncipe Alberto de Sajonia-Coburgo-Gotha, visitaron el castillo de Blair y se alojaron en él. Fue después de esto cuando se dio permiso para establecer allí el regimiento de los Atholl Highlanders.
Parte del castillo se convirtió en hospital durante la Primera Guerra Mundial; La madre del poeta Hamish Henderson había trabajado allí como enfermera a su regreso de Francia.
Antes de su muerte en 1996, Iain Murray, décimo duque de Atholl, colocó el castillo de Blair y la mayoría de sus propiedades en un fideicomiso de caridad, protegiéndolos de los impuestos a la herencia y dejándolos bajo control escocés, ya que su heredero John Murray, el undécimo duque, había indicado que no tenía ningún deseo de abandonar su Sudáfrica natal.
En la noche del 10 de marzo de 2011 se produjo un incendio en la torre del reloj del castillo (que no forma parte de la estructura medieval), lo que provocó que el techo de la torre y el segundo piso se derrumbaran en el primer piso. La torre del reloj fue restaurada en 2012, con trabajos de restauración de los mecanismos del reloj realizados por Smith of Derby Group.

## El castillo en la actualidad
El castillo, una de las casas señoriales de Escocia más grandes, está abierto para la visita diariamente, previo pago de una entrada. Sus muchas habitaciones conservan importante colecciones de armas, trofeos de caza, recuerdos del clan Murray, objetos etnográficos, pinturas, muebles, bordados, etc. coleccionados por la familia Murray a lo largo de muchas generaciones.
El castillo es también la guarnición de los Cien Montañeses de Atholl (los Atholl Highlanders), el ejército privado del duque de Atholl, el único ejército privado legal de Europa. El castillo y las fincas de Atholl se utilizaron en el año 2008 para la grabación del reality show llamado Conquer the Castle.
El abeto gigante llamado "Diana’s Grove" se encuentra en los terrenos del castillo, mide 62,7 metros de alto y es el segundo árbol más alto del Reino Unido.